# Pekka Niemi
Pekka Niemi (n. 14 noiembrie 1909, Keminmaa, Marele Principat al Finlandei, Imperiul Rus – d. 21 decembrie 1993, Kittilä, Laponia, Finlanda) a fost un schior de fond ce a reprezentat Finlanda, medaliat olimpic. A participat la o ediție a Jocurilor Olimpice (1936) în care a câștigat o medalie de bronz.

## Participări
Lista de mai jos prezintă principalele competiții la care a participat Pekka Niemi de-a lungul carierei.
- cross-country skiing at the 1936 Winter Olympics – men's 18 km[*]